# William Cureton
William Cureton (Westbury, 1808 – 17 giugno 1864) è stato un orientalista britannico.
Dopo aver studiato alla Adams' Grammar School di Newport (Shropshire) e alla Christ Church di Oxford, nel 1832 prese i voti e divenne cappellano della Christ Church, sublibrarian della Biblioteca Bodleiana e, nel 1837, assistente curatore dei manoscritti al British Museum. Successivamente divenne predicatore scelto dell'Università di Oxford, cappellano in ordinaria della regina, rettore di St Margarets, Westminster, e canonico dell'abbazia di Westminster. Fu eletto membro della Royal Society e fiduciario del British Museum.

## Opere
La più importante realizzazione di Cureton fu l'edizione annotata e la traduzione in lingua inglese delle Epistole di Ignazio a Policarpo, quella condotta dal manoscritto in siriaco delle sue Epistola agli Efesini e dell'Epistola ai Romani, ritrovate nel monastero di Santa Maria Deipara, nel deserto di Nitria, presso Il Cairo, che ricevettero il plauso di studiosi quali Ferdinand Christian Baur o Christian Charles Josias von Bunsen.
Pubblicò anche:
- un testo parziale in siriaco delle Lettere di festa di Atanasio di Alessandria;
- Remains of a very Ancient Recension of the Four Gospels in Syriac, hitherto unknown in Europe; divenute note come "Versione siriaca curetoniana" (Curetonian Gospels) dopo la sua morte.
- Spicilegium Syriacum, containing Remains of Bardesan, Meliton, Ambrose, Mara Bar Serapion;
- The third Part of the Ecclesiastical History of John, Bishop of Ephesus, tradotte poi da Robert Payne Smith;
- Fragments of the Iliad of Homer from a Syriac Palimpsest;
- un lavoro arabo conosciuto come il 31º capitolo del libro intitolato La lampada che guida alla Salvezza, scritto da un cristiano di Tikrit (Iraq);
- The Book of Religious and Philosophical Sects (originale: Kitāb al-milal wa l-niḥal), di Muḥammad al-Sharastānī;
- un Commentario del Libro delle Lamentazioni, di Rabbi Tanchum;
- il Pillar of the Creed of the Sunnites.